# Метод поверхностных гармоник
Метод поверхностных гармоник (МПГ) — разработан для расчетов активных зон ядерных реакторов, которые, как правило, состоят из набора правильных геометрических областей. Построение конечно-разностных уравнений, связывающих характеристики указанных областей, и является сутью метода поверхностных гармоник. Основное отличие МПГ от наиболее распространенных подходов для расчетов реакторов, где задача приводится к набору гомогенизированных областей, в том, что никаких процедур гомогенизаций ячеек, кассет и т. д. не применяется. Представляя решение в виде суммы частных решений, полученных в подобластях, строится конечно-разностное уравнение, связывающее граничные характеристики подобластей зоны (гармоники). Таким образом, получается метод, обеспечивающий достаточную точность решения и одновременно по затратам машинного времени не превышающий затраты обычных гомогенных подходов.

## История создания
Метод поверхностных гармоник разработан в 80-х годах прошлого столетия профессором Н. И. Лалетиным совместно с А. В. Ельшиным, развивался и развивается с тех пор им, его сотрудниками и учениками.